# Gare centrale d'Osnabrück
La gare centrale d'Osnabrück est la gare principale de la ville d'Osnabrück en Basse-Saxe . Elle est conçue en 1895 comme la seule gare à deux niveaux encore existante en Basse-Saxe et sert de plaque tournante pour le trafic longue distance et régional, qui est utilisé quotidiennement par 20 000 voyageurs et visiteurs.

## Histoire de la gare

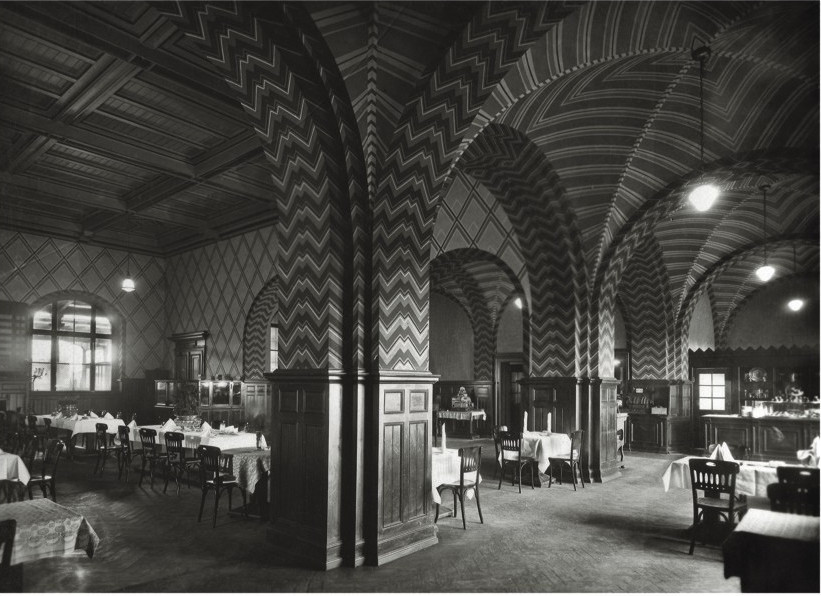
Salle d'attente du 1er et 2e classe en 1925

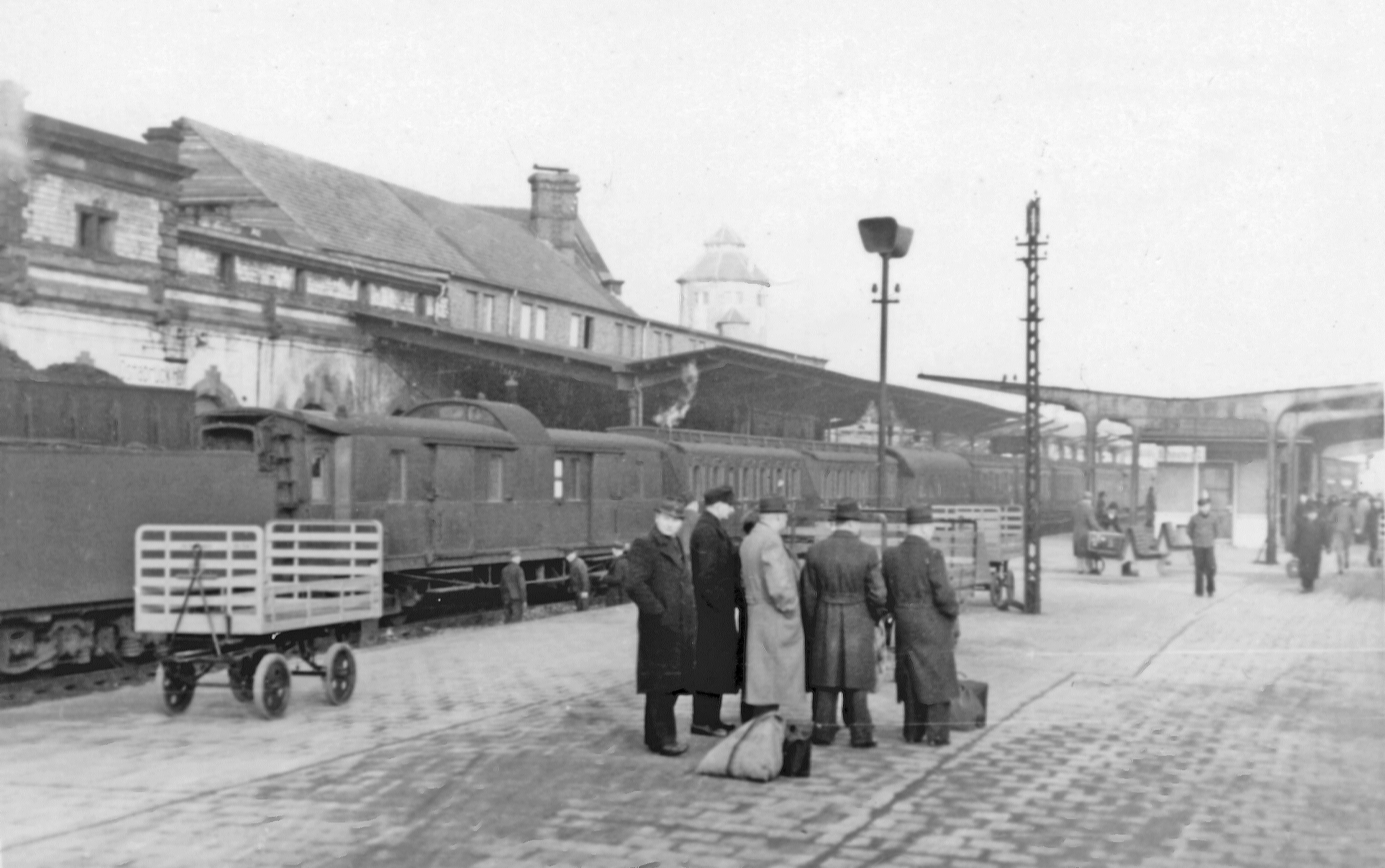
Scène de quai (quai 2/3) en 1952

La gare centrale d'Osnabrück est inaugurée solennellement sous le nom de « gare centrale » par l'empereur Guillaume II le 24 avril 1895. C'est à cet endroit que la ligne Hambourg-Venlo franchit, avec un dénivelé de 5,85 mètres, la ligne de l'Ouest hanovrien, c'est pourquoi la conception d'une gare à niveaux (de) est choisie, Elle remplace la gare de Hanovre (de) à l'ouest sur la ligne Löhne-Rheine (de) et la gare de Brême au nord sur la ligne Brême-Münster . Après un premier essai en 1907 dans la gare d'Ibbenbüren (de), d'autres expériences sont menées pour développer le butoir de frein dans la gare de Brême, qui fait désormais partie de la gare principale. Ce système a été conçu et breveté auparavant par l'ingénieur d'Osnabrück Franz Rawie.
Jusqu'à la construction des lignes de chemin de fer en 1904, la ville est entourée de plusieurs lignes ferroviaires dans ce que l'on appelle l'anneau de fer, ce qui gêne gravement la circulation routière en raison des nombreux passages à niveau. Au nord de la gare centrale de Brême se trouve le passage à niveau de la Buerschen Straße, qui est souvent et pendant de longues périodes fermé en raison des nombreux trains, mais aussi en raison des trajets vers le dépôt ferroviaire de Kamerun à Schinkel. En 1911, des travaux de creusement d'une tranchée à travers le Klushügel commencent à cet endroit, car il n'est pas possible de surélever la ligne de chemin de fer à cause du Klushügel. Pour couronner le tout, la gare de Brême est encore utilisée comme gare de marchandises et de triage et doit donc être préservée. Ainsi, la tranchée en forme de S autour de la gare de Brême est creusée à travers le Klushügel et ouverte à la circulation en mai 1913. La tranchée, surnommée le Grand Canyon d'Osnabrück, est plus tard utilisée comme entrée vers les abris antiaériens et est encore utilisée aujourd'hui par la Buersche Straße. C'est également en 1913 qu'est construit le tunnel souterrain menant aux quais supérieurs. Dans le cadre de ces travaux de construction, l'inspecteur principal des bâtiments de la direction des chemins de fer de Schellenberg fait également réorganiser le hall des billets et les salles d'attente
Après la conversion de la ligne à un écartement différent le 30 mars 1935, la ligne du Nord tecklembourgeois (de) peut faire circuler des trains de voyageurs jusqu'à la gare principale. Le trafic voyageurs sur cette ligne entre Osnabrück et Mettingen est interrompu le 25 septembre 1965.
En 1963, la Bundesbahn décide d'un vaste programme de modernisation de la gare centrale d'Osnabrück. Ce programme, d'un montant de 40 millions de DM, comprend l'électrification des principales lignes principales et la modernisation des postes d'aiguillage. La construction du poste d'aiguillage central « Of » (centre de régulation des trains d'Osnabrück) commence en août 1963 et le poste d'aiguillage est mis en service le 4 septembre 1966. Ce poste d'aiguillage remplace dix postes d'aiguillage plus petits autour de la gare principale. Dans et autour de la gare centrale d'Osnabrück, le nouveau poste d'aiguillage à boutons-poussoirs du plan de voie supprime également les signaux sémaphoriques, qui sont remplacés par des signaux lumineux.
Une semaine après la mise en service du nouveau poste d'aiguillage central, le 12 septembre 1966, le premier train tiré par une locomotive électrique en provenance de Münster arrive dans la ville. Il est accueilli sur le quai 1 par Ferdinand Erpenbeck (de) et le ministre fédéral des Transports Hans-Christoph Seebohm, qui effectuent avec lui le voyage inaugural à Münster. La partie nord de la piste en direction de Brême est électrifiée en 1968, la ligne Löhne-Rheine (de) est électrifiée le 29 septembre 1974 en direction de Rheine et le 30 mai 1976 en direction de Löhne. L'ère des locomotives à vapeur prend fin à Osnabrück en 1977 lorsque les derniers trains sont convertis au diesel ou à l'électrique.
Le 1er juin 1984, le trafic de trains de voyageurs vers Bielefeld via le Haller Willem (de) est interrompu.

### Depuis 2000

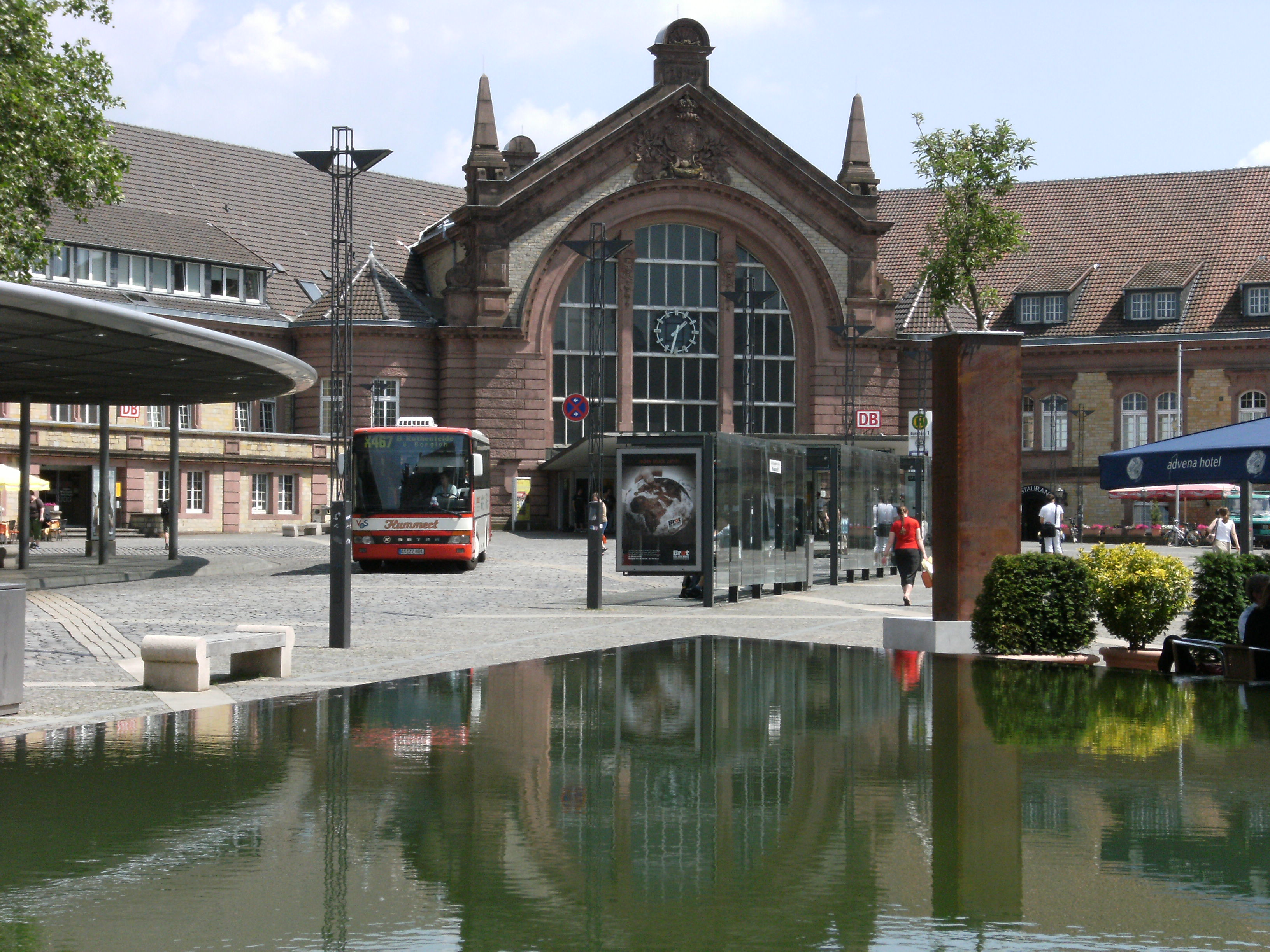
Gare centrale et Theodor-Heuss-Platz avec gare routière, au premier plan un bassin d'eau aujourd'hui disparu

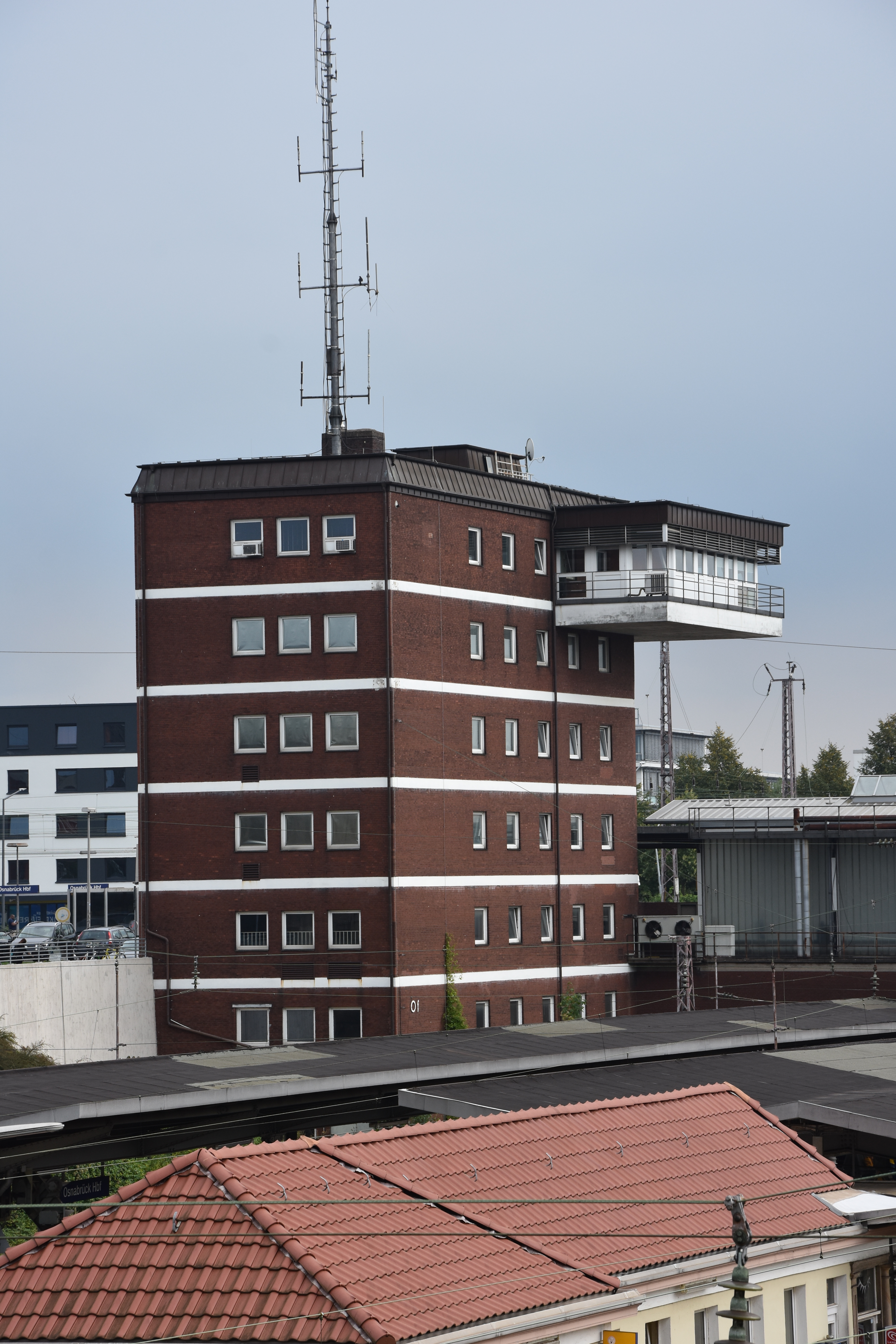
De 1966 à 2023, le poste de signalisation « Of » est responsable de l'exploitation de la station

Depuis le 1er novembre 2001, le nouveau parking Bahnhofsgarage est disponible et permet également l'accès au quai 1. Le parking, qui dispose de 700 places de stationnement, est construit par l'opérateur de stationnement municipal OPG (de) pour 20 millions de DM.
Le 16 février 2002 à 1 h 30 du matin, un train de marchandises déraille dans la gare de triage de Fledder en raison d'un rail brisé. Un wagon-citerne transportant 60 tonnes d'acrylonitrile fuit et prend feu. Le 17 mars 2004, un train de marchandises déraille de nouveau dans la gare, mais cette fois au niveau supérieur de Schinkel. Cette fois encore, c'est un wagon-citerne qui prend feu et doit être éteint.
Le trafic passagers sur le Haller Willem, interrompu en 1984, reprend après une réactivation réussie le 12 juin 2005.
Avant le Congrès catholique de 2008 (de) à Osnabrück, des ascenseurs sont installés qui mènent aux quais. Auparavant, il n'y a que des ascenseurs à bagages pour les quais inférieurs, qui sont désormais remplacés par de nouveaux ascenseurs pour passagers. Sur les quais supérieurs, il n'y a que des tapis à bagages devant les ascenseurs qui mènent au tunnel ferroviaire. Ceux-ci sont retirés lors de l'installation des ascenseurs.
Dans le cadre du Plan de relance économique 1 (de), le bâtiment de la gare est rénové en 2010. En consultation avec les autorités de protection des monuments, les fenêtres en plastique blanc sont remplacées par des fenêtres en bois marron. Ces fenêtres en bois correspondent non seulement à l'apparence originale de la gare, mais répondent également aux exigences modernes en matière d'économie d'énergie. L'intérieur du hall de la gare et les piliers du hall reçoivent également une nouvelle couche de peinture
Le poste d'aiguillage à boutons-poussoirs de 1966 est hors service depuis le 21 octobre 2023. Il est remplacé par les nouveaux postes d'aiguillage électroniques « HOUX » pour le niveau supérieur et « HOUX » pour le niveau inférieur

## Installations
Au niveau supérieur, la ligne principale électrifiée à double voie de Hambourg s'étend du nord-est au sud-ouest. – Brême – Région de la Ruhr (ligne Wanne-Eickel-Hambourg), qui se connecte à la ligne principale électrifiée à deux voies d'Amsterdam, qui s'étend d'Ouest en Est au niveau inférieur – Hanovre – Berlin (ligne Löhne-Rheine (de)). Les voies des quais supérieurs et inférieurs sont reliées entre elles par un anneau traversant le quartier Schinkel.
De plus, deux lignes à voie unique non électrifiées bifurquent. L'une va vers le sud-est jusqu'à Bielefeld (ligne Osnabrück-Bielefeld (de)), l'autre vers le nord. Celui-ci se divise en deux itinéraires à Hesepe : d'une part l'itinéraire vers Wilhelmshaven via Cloppenburg – Oldenbourg (ligne Oldenbourg-Osnabrück (de)), d'autre part la ligne vers Delmenhorst via Vechta (ligne Delmenhorst-Hesepe (de)). De plus, la ligne ferroviaire vers Westerkappeln-Recke (de) bifurque à Osnabrück-Eversburg (de).

### Bâtiment de la gare
Le bâtiment de la gare est planifié et construit entre 1890 et 1894, entre autres, par Friedrich Schultze (de). Achevé en 1895, le bâtiment de la gare conserve en grande partie sa structure historique malgré les dommages importants qu'il subit pendant la Seconde Guerre mondiale. Le hall principal de 14 mètres sur 28 présente une façade vitrée en arc plein cintre avec une surface vitrée de 64 m³ sur le côté sud-ouest donnant sur le parvis de la gare
Gastronomie
Dans la nouvelle gare, l'aubergiste Schorn installe le restaurant de la gare Schorn'scher Speisesaal, considéré à l'époque comme l'une des meilleures adresses de la ville. Aujourd'hui, il y a une salle d'attente

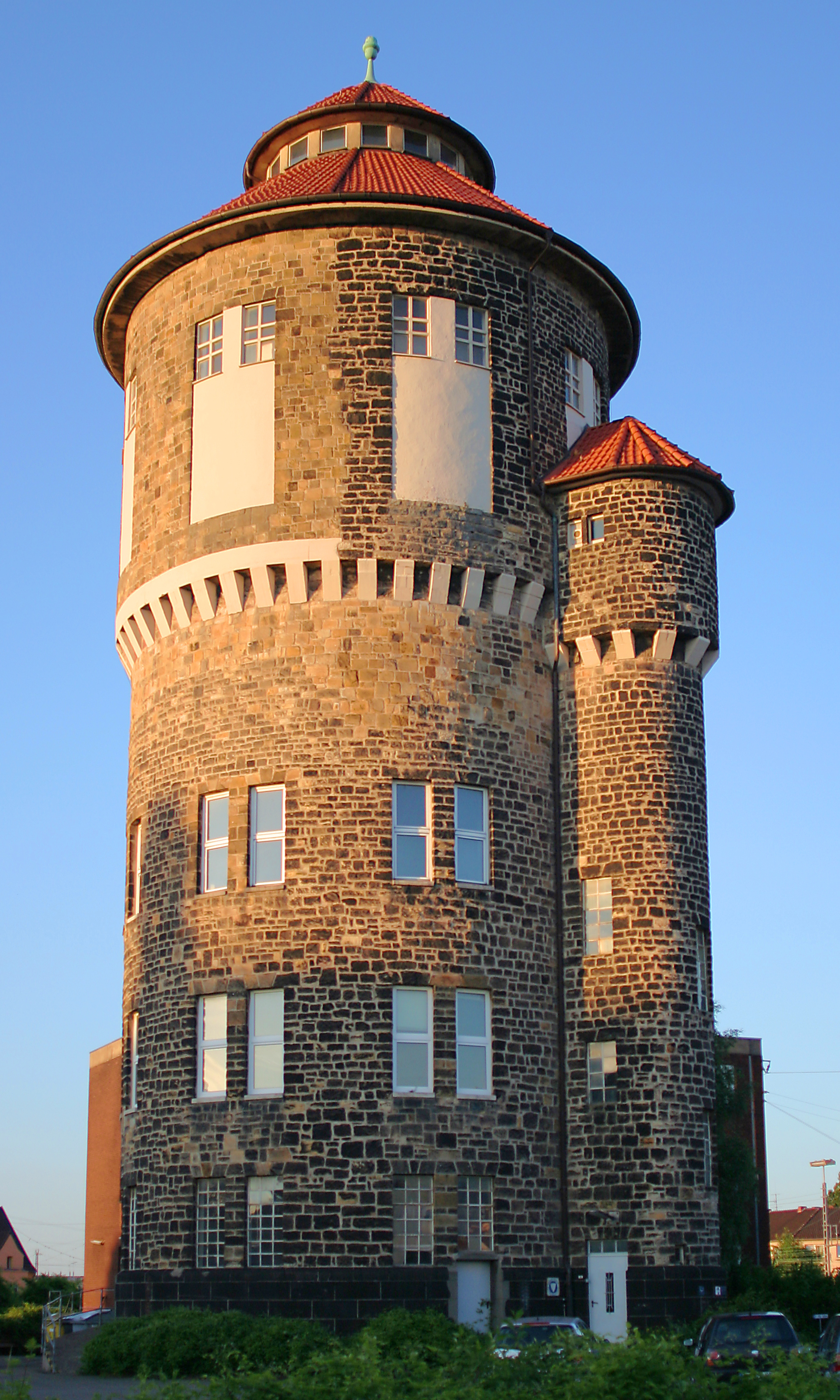
Gare centrale d'Osnabrück, château d'eau

### Pont Humboldt
Dans la partie ouest du niveau inférieur, le pont Humboldt, long de 100 mètres, traverse les voies et les quais. Le pont, réservé aux piétons et aux cyclistes, mène de la Buerschen Straße à la Theodor-Heuss-Platz (de), située en face de la gare. Le côté nord du pont se termine sur le Klushügel plus élevé, c'est pourquoi le pont est accessible au niveau du sol ici. Du côté sud, situé en face de la gare, une différence de hauteur doit être surmontée par des escaliers ou un ascenseur. Jusqu'à peu avant l'ouverture de l'ascenseur par le maire de l'époque, Boris Pistorius, le 1er décembre 2010, la différence de hauteur doit être surmontée au moyen d'une rampe raide ou d'un vieil escalier en béton armé. L'ancien escalier est remplacé par un escalier moderne en acier et la rampe par un ascenseur
Le pont, construit en 1990 en bois de bongossi, remplace un pont en béton précontraint construit en 1953. Le pont en béton précontraint, qui doit être remplacé en 1988 en raison du risque d'effondrement, a à son tour remplacé un pont en béton armé d'avant-guerre lors de sa construction
Lors de la construction du pont en bois en 1990, l’utilisation de bois tropical doit lui permettre de durer plus longtemps qu’une structure en béton armé. Cependant, aucun drainage adéquat de l'eau n'est pris en compte lors de la construction, de sorte que le pont doit actuellement être à nouveau remplacé. À l’avenir, un pont en acier inoxydable traversera les voies. Comme il est possible de relier les quais au pont au moyen d'un escalier, cela n'est pas encore fait, il faudra éventuellement en tenir compte dans la nouvelle construction. Cela aura l’avantage de permettre d’atteindre le centre-ville plus rapidement depuis les quais 11/12 et 13/14, puisque le détour par le bâtiment de la gare sera supprimé

### Courbe de Schinkel
La courbe de Schinkel est construite en 1906 pour relier les niveaux inférieur et supérieur de la gare. La ligne est mise en service le 1er octobre 1908. Après que le pont de la courbe de Schinkel sur la Tiefstrasse ait atteint la fin de sa durée de vie technique après 116 ans, la construction d'un pont de remplacement commence en 2022. Le remplacement d'un autre pont sur la Eisenbahnstrasse aura lieu à partir de 2026

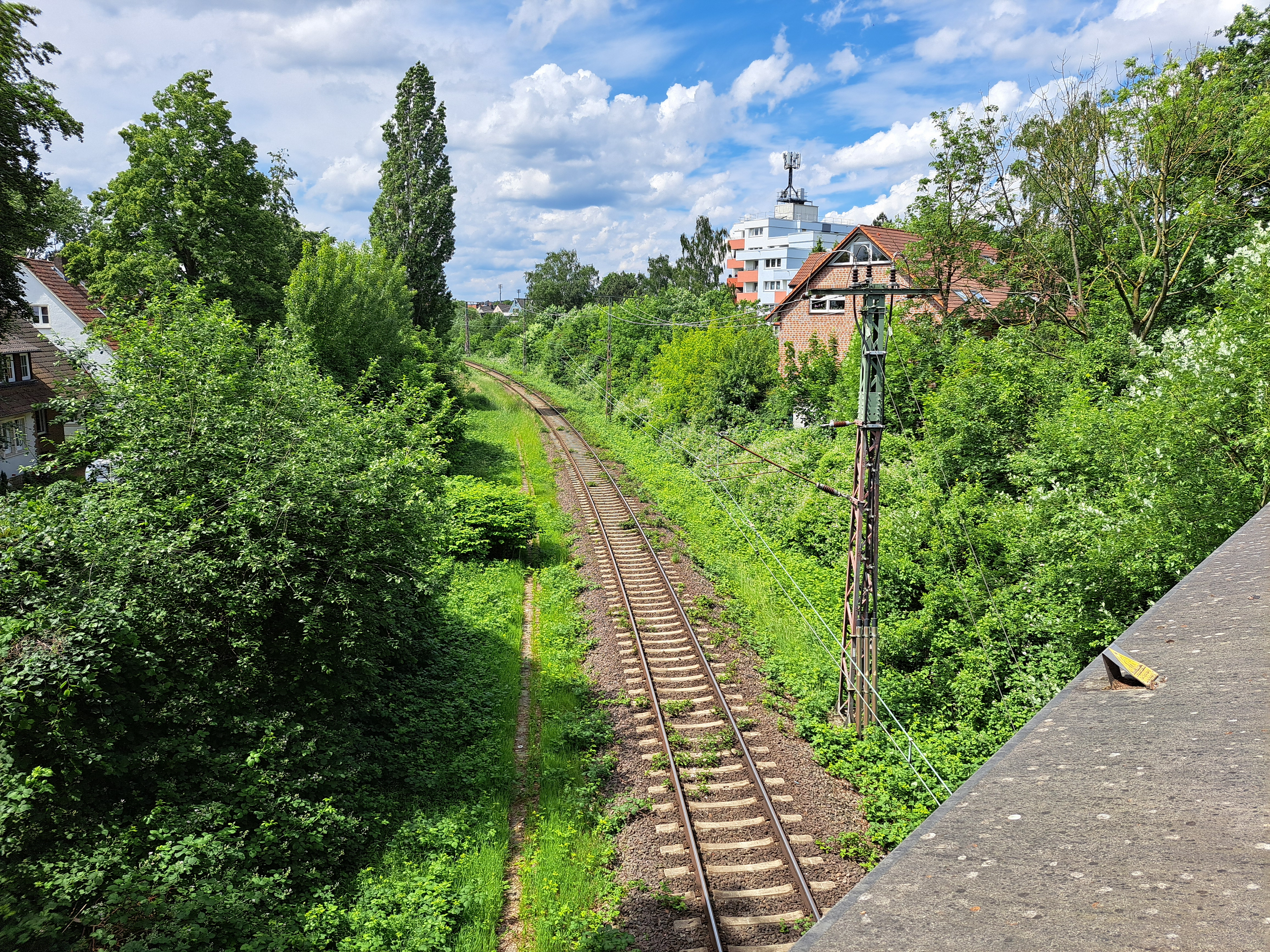
Courbe de Schinkel dans le quartier Schinkel d'Osnabrück. Il relie la route nord-sud de Münster à Brême à la route est-ouest de Rheine à Hanovre

### Hangar rond
Le hangar rond, construit en 1913 par les chemins de fer prussiens, est classé monument historique depuis 1996. Il fait partie du nouveau projet de construction autour de la gare de fret et de triage, à l'Est de la gare principale. Après la fusion des deux dépôts ferroviaires d'Osnabrück en 1973, le site de Fledder, où se trouve le hangar à locomotives, est abandonné en 1985. Le bâtiment peut accueillir 34 locomotives. Devant le hangar à locomotives se trouve une rare double plaque tournante, avec laquelle les locomotives à vapeur sont orientées vers leurs places de stationnement
En 2019, il est annoncé que la Fondation Aloys & Brigitte Coppenrath a acheté le hangar à locomotives et souhaite le transformer en un quartier d'innovation

## Mesures de modernisation prévues
Dans le cadre des programmes de relance économique, le bâtiment d'accueil doit être rénové avec des mesures d'économie d'énergie par DB Station&Service AG. De nouveaux sièges et supports d’information seront également installés dans la zone d’attente. Dans les années à venir, la Deutsche Bahn prévoit de construire environ 10 000 nouveaux trains dans le cadre d'un programme de renouvellement de plusieurs gares de Basse-Saxe. Des millions d'euros pour moderniser en profondeur les quais et les toits de la gare centrale d'Osnabrück
En outre, le poste d'aiguillage relais de la gare de type Sp Dr S 60, datant des années 1960, doit être remplacé par deux postes d'aiguillage électroniques (« Osnabrück Hbf Po ESTW-UZ » (HOOX) et « Osnabrück Hbf Pu ESTW-UZ" (HOUX )) peut être remplacé. Ces ESTW sont également destinées à remplacer les postes d'aiguillage environnants jusqu'à Lembruch et Natrup-Hagen ou Velpe et Wissingen. Il s'agit de huit postes de type Dr S 2, de cinq postes de type Sp Dr S 60 à côté de la gare principale, de deux postes d'aiguillage mécaniques à Velpe datant de 1950 et d'un poste de type Sp Dr S 600 à Lemförde. La construction de la ligne ESTW HOOX (ligne Brême – Wanne-Eickel) commence le 23 mai 2016, il doit être mis en service en quatre étapes, de novembre 2017 à décembre 2019. La construction de l'ESTW HOUX doit débuter en 2019 et sa mise en service est prévue en novembre 2020 (Ouest) et août 2021 (Est). Les deux ESTW doivent être exploités sur place. Le montant total de l'investissement est de 175 millions d'euros. En plus des deux ESTW-Z, 13 ESTW-A et environ 1200 mécanismes d'aiguillage et signaux seront installés, 32 aiguillages seront démontés, 9 passages à niveau seront renouvelés et 17 passages à niveau seront adaptés.

### Terminal Est
Depuis 1997, la ville d'Osnabrück prévoit une autre sortie de la gare appelée « Terminal Est ». À cet effet, le tunnel d'accès aux quais menant du hall principal à la voie 5 doit être prolongé de 40 mètres jusqu'à la Hamburger Straße. La sortie supplémentaire doit rendre les quartiers de Fledder et Schinkel, en particulier la zone industrielle Hasepark et l'extension urbaine prévue Lok-Viertel, accessibles sans détour et ainsi soulager la situation du trafic sur le parvis de la gare. Depuis un changement de propriétaire en 2020, les terrains nécessaires à la construction du Terminal Est sont disponibles

## Nombre de passagers
Environ 20 000 personnes montent et descendent des trains chaque jour à la gare centrale. Un recensement réalisé en 2011 révèle une moyenne de 18 996 usagers du transport ferroviaire local de voyageurs. Depuis 2002, où 9 582 passagers sont enregistrés par jour sur les transports ferroviaires locaux, le nombre augmente de 98 %.

## Liaisons de transport

### Trafic longue distance
Dans le transport ferroviaire de voyageurs longue distance, la gare centrale d'Osnabrück est desservie par différentes lignes Intercity-Express. Les deux lignes Intercity Express ICE 42 et ICE 43 se regroupent pour circuler toutes les heures entre Hambourg et Dortmund . Statut : Modification d'horaire 2022/23
| Ligne  | Trajet | Cycle                 | EVU            | Niveau |
| ------ | --- | --------------------- | -------------- | ------ |
| ICE 42 | Hambourg-Altona – Brême – Osnabrück – Münster – Dortmund – Cologne – Stuttgart – Munich | 120 min               | DB Fernverkehr | haut   |
| ICE 43 | Hambourg – Brême – Osnabrück – Münster – Dortmund – Wuppertal – Cologne – Aéroport de Francfort-sur-le-Main – Mannheim – Karlsruhe – Fribourg – Bâle SBB                                                                     | 120 min mit Lücken    | DB Fernverkehr | haut   |
| EC 43  | Hambourg – Brême – Osnabrück – Münster – Dortmund – Bochum – Essen – Duisbourg – Düsseldorf – Cologne – Bonn – Coblence – Mayence – Mannheim – Karlsruhe – Baden-Baden – Fribourg – Bâle – Zurich / Interlaken-Est           | zwei Zugpaare täglich | DB Fernverkehr | haut   |
| ICE 14 | Berlin – Wolfsburg – Hanovre – Osnabrück – Münster – Essen – Düsseldorf – Cologne | zwei Zugpaare täglich | DB Fernverkehr | haut   |
| IC 77  | Gare de l'Est – Berlin – Berlin-Spandau – Stendal – Wolfsburg – Hanovre – Minden (de) – Bad Oeynhausen (de) / Bünde – Osnabrück – Rheine – Bad Bentheim – Hengelo – Deventer – Apeldoorn –Amersfoort – Hilversum – Amsterdam | 120 min               | DB Fernverkehr | bas    |
| IC 77  | Gare de l'Est – Berlin – Berlin-Spandau – Stendal – Wolfsburg – Hanovre – Minden (de) – Bad Oeynhausen (de) / Bünde – Osnabrück – Münster                                                                                    | ein Zugpaar täglich   | DB Fernverkehr | haut   |
| FLX 20 | Hambourg – Hambourg-Harbourg – Brême – Osnabrück – Münster – Gelsenkirchen – Essen – Duisbourg – Düsseldorf – Cologne | zwei Zugpaare         | Flixtrain      | haut   |

De plus, des trains longue distance individuels relient Osnabrück à :
- Bludenz (de) (Express des Neiges Müller-Touristik)
- Station balnéaire de Binz sur la mer Baltique

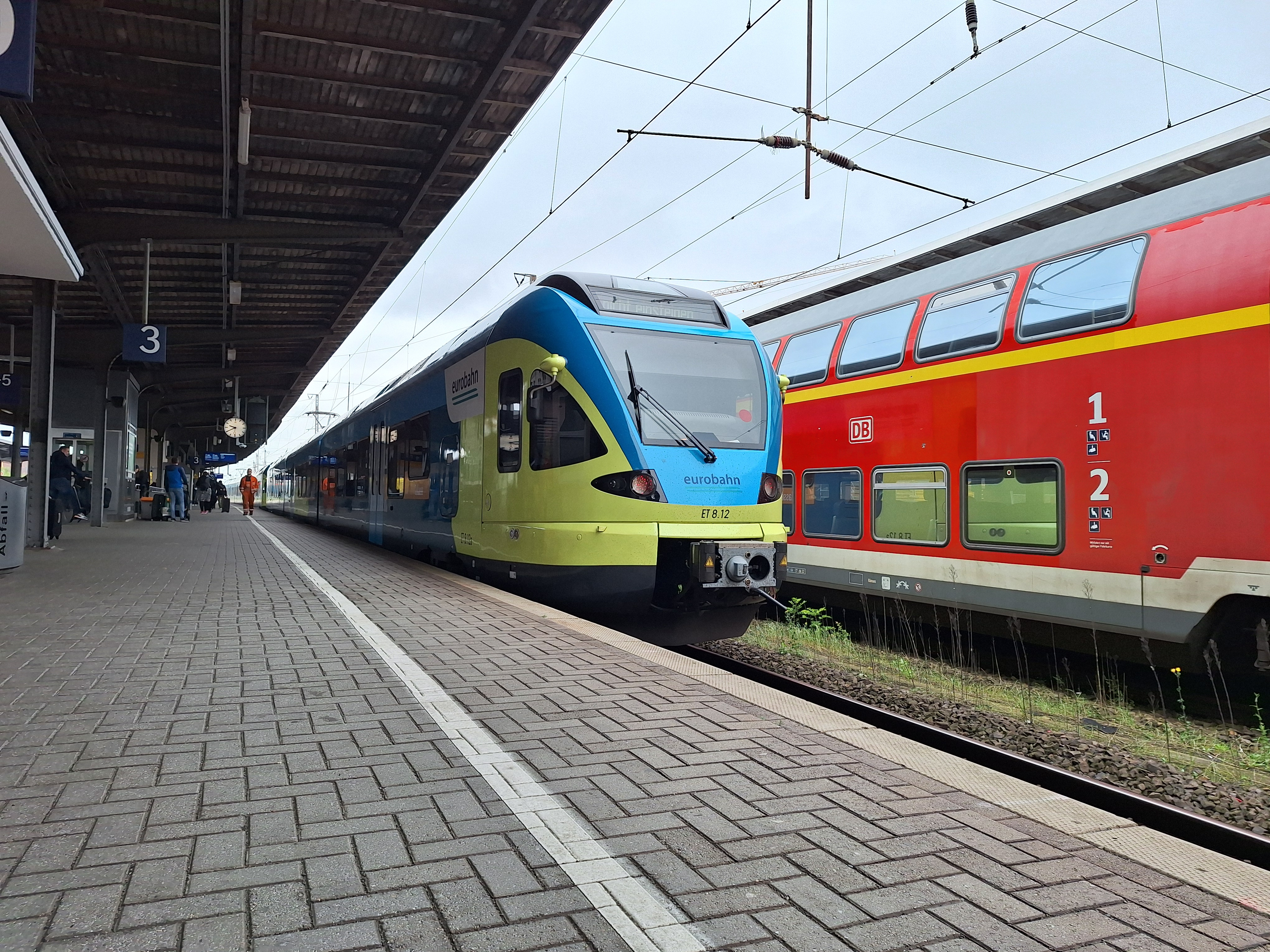
Train Eurobahn de la ligne RB 66 à Osnabrück Hbf

- Westerland (Sylt)

### Transport spécial
La gare centrale d'Osnabrück est une destination régulière pour des voyages spéciaux organisés par divers clubs et prestataires. Pendant la semaine de mai (de) ou le marché de Noël, des voyages spéciaux du Teuto-Express (de) ont lieu via la ligne du Nord tecklembourgeois (de) depuis Recke ou Mettingen. À l'occasion de l'exposition d'État de jardinage 2018 à Bad Iburg (de), divers voyages spéciaux sont proposés.